# 宇城秀紀
宇城 秀紀（うしろ ひでのり、1979年11月13日 - ）は、日本の映画監督・映像作家・クリエイティブディレクター。
兵庫県神戸市出身。
日本映画学校（現・日本映画大学）15期卒業。

## ドキュメンタリー映画
- 『飄々～拝啓、大塚康生様～』 大塚康生ドキュメンタリーフィルム／劇場公開日 2019年8月3日、2015年製作／66分／日本
- 『暫く 〜芝山努×大塚康生〜』ドキュメンタリーフィルム/スピンオフ
- 『SIGNS OF LIFE』ショートフィルム
- 『0.08gのひかり 〜線香花火300年受け継がれる和のこころ〜』ショートフィルム

| スタブアイコン | サブスタブ | この項目は、まだ閲覧者の調べものの参照としては役立たない、人物に関連した書きかけの項目です。この項目を加筆・訂正などしてくださる協力者を求めています（P:人物伝/PJ:人物伝）。 |